# 양송
양송(楊松)은 나관중(羅貫中)의 《삼국지연의》에 나오는 가공의 인물로, 장로(張魯)가 신임하는 부하다. 재물을 탐하여 뇌물을 밝히는 성격을 가졌으며, 양백(楊白)의 형으로 등장한다.

## 《삼국지연의》에서의 양송
동생 양백이 마초(馬超)가 장로의 딸과 결혼하는 것을 반대하여 마초의 원한을 사자, 동생과 함께 마초를 제거하려 했다. 마초가 가맹관(葭萌關)에서 장비(張飛)와 싸울 때, 제갈량(諸葛亮)이 마초와 장로 사이를 이간질하기 위해 손건(孫乾)을 양송에게 보내어 뇌물을 잔뜩 바치게 했다. 뇌물을 받은 양송은 유비(劉備)가 조정에 상주해 장로를 한녕왕(漢寧王)에 봉하게 하려 한다고 말하고 장로가 마초에게 철수 명령을 내리게 했다.
그러나 계속 사자를 보내도 마초가 철수하지 않자, 장로에게 마초가 다른 뜻을 품고 있다고 모함하고 마초가 원래 장로를 따를 생각이 없었다는 헛소문을 퍼뜨렸다. 그리고 장로를 움직여 마초에게 서천(西川) 점령 등의 무리한 일을 요구하게 했다. 견디지 못한 마초는 유비에게 항복했다.
방덕(龐德)이 한중으로 쳐들어온 조조군을 상대로 분투하자, 조조(曹操)는 방덕을 부하로 만들기 위해 사람을 보내 황금갑옷을 주고 내응해 줄 것을 부탁했다. 뇌물에 눈이 먼 양송은 방덕이 조조와 내통하고 서로 짜고 싸움을 벌였다고 모함했다. 궁지에 몰린 방덕은 조조에게 붙잡히자 항복해 버렸다.
파중(巴中)으로 쳐들어온 조조군과 싸우던 장위(張衛)가 허저(許褚)와 싸우다 죽자 양송은 장로가 직접 나가 싸우도록 부추겼고, 퇴각해 온 장로를 성 안으로 들여보내 주지 않아 장로가 붙잡히게 했다. 그러나 조조는 양송이 주군을 팔아넘긴 죄를 물어 처형했다.